# Benjamin Herth
Benjamin Herth (ur. 3 sierpnia 1985 w Biberach an der Riß), niemiecki piłkarz ręczny, reprezentant kraju, lewoskrzydłowy. Obecnie występuje w Bundeslidze, w drużynie HBW Balingen-Weilstetten.